# Létavértes
Létavértes (en rumano: Leta Mare) es una ciudad en el condado de Hajdú-Bihar, en la región de la Gran Llanura del Norte del este de Hungría.

## Geografía
Tiene una superficie de 116,62 kilómetros cuadrados y tiene una población de 6 756 personas (2024). 

## Relaciones internacionales

### Ciudades hermanadas
Létavértes está hermanada con:
- Săcueni, Rumanía